# Talaromyces macrosporus
Talaromyces macrosporus är en svampart som först beskrevs av Stolk & Samson, och fick sitt nu gällande namn av Frisvad, Samson & Stolk 1990. Talaromyces macrosporus ingår i släktet Talaromyces och familjen Trichocomaceae.   Inga underarter finns listade i Catalogue of Life.